# Sibirana
Sibirana o Sibrana es un despoblado medieval de la provincia de Zaragoza (Aragón, España).
El lugar se encuentra en el término municipal de Uncastillo (provincia de Zaragoza). Se encuentra a 12 km de Uncastillo y a 10 km de Luesia.

## Acceso
Se puede llegar a Sibirana por una pista que desde Luesia llega al pozo Pigalo, dejando la pista por un camino que avanza en dirección noroeste. También se puede acceder a Sibirana desde Petilla de Aragón a través del Sendero de Gran Recorrido (GR) que desde Sos del Rey Católico llega al castillo de Royta, a través de un camino interesantísimo desde los puntos de vista histórico, natural y paisajístico.

## Historia
La primera cita conocida del lugar de Sibirana es de 1063 según Agustín Ubieto Arteta, recogida en la obra de Dámaso Sangorrín, Libro de la Cadena del Concejo de Jaca, en Colección de documentos para el estudio de la Historia de Aragón, XII (Zaragoza, 1931) y documenta las variantes Sibrana y Siurana.
Si bien el lugar continuaba habitado a finales del siglo XVIII, según consta en el libro de bautismos de Petilla de Aragón, se desconoce la fecha exacta de su despoblación.
En el lugar, además del castillo, quedan restos de la Ermita de Santa Quiteria y de una docena de casas a los pies del castillo en su cara sur.

## Patrimonio
- Castillo de Sibirana
- Ermita de Santa Quiteria